# نیازی به استدلال نیست
نیازی به استدلال نیست (انگلیسی: No Need to Argue) دومین آلبوم استودیویی از گروه موسیقی آلترناتیو راک ایرلندی کرنبریز است، که در ۳ اکتبر ۱۹۹۴ توسط آیلند رکوردز منتشر شد. این آلبوم با فروش ۱۷ میلیون کپی در سراسر جهان، پرفروش‌ترین آلبوم گروه است. همچنین آلبوم شامل موفق‌ترین تک‌آهنگ گروه با عنوان «زامبی» است.
این آلبوم در چارت‌های استرالیا، والونیا، سوئد، فرانسه، اتریش، آلمان، نیوزلند، در رتبه اول و در چارت‌های هلند، نروژ، فلاندرز، بریتانیا، سوئیس، آمریکا جزو ده آلبوم اول قرار گرفت.

## میراث
مجله بیلبورد در ۵ اوت ۱۹۹۵، در آن زمان اظهار داشت که نیازی به استدلال نیست با فروش ۵٫۱ میلیون نسخه در مدت شش ماه، بزرگترین فروشنده آلبوم از زمان انتشار است. در مارس ۱۹۹۶، گروه موسیقی، برای نیازی به استدلال نیست، جایزه جونو را برای پرفروش‌ترین آلبوم در آن زمان در کانادا دریافت می‌کند.

## موقعیت در جدول‌ها
| جدول (۱۹۹۴–۹۵)                        | اوج موقعیت |
| ------------------------------------- | ---------- |
| آلبوم‌های استرالیایی (ای‌آرآی‌ای)        | ۱          |
| آلبوم‌های اتریشی (آلبوم‌های او۳)        | ۱          |
| آلبوم‌های بلژیکی (اولتراتاپ فلاندرز)   | ۲          |
| آلبوم‌های بلژیکی (اولتراتاپ والونیا)   | ۱          |
| آلبوم‌های کانادایی (بیلبورد)           | ۱          |
| آلبوم‌های هلندی (جدول‌های هلند)         | ۲          |
| آلبوم‌های فرانسوی (اس‌ان‌ئی‌پی)           | ۱          |
| آلبوم‌های آلمانی (۱۰۰ آلبوم برتر رسمی) | ۱          |
| آلبوم‌های نیوزیلندی (آرام‌ان‌زد)         | ۱          |
| آلبوم‌های نروژی (وی‌جی-لیستا)           | ۳          |
| آلبوم‌های اسپانیایی (AFYVE)            | ۱          |
| آلبوم‌های سوئدی (برترین‌های سوئد)       | ۱          |
| آلبوم‌های سوئیسی (جدول موسیقی سوئیس)   | ۲          |
| آلبوم‌های بریتانیا (شرکت جدول‌های رسمی) | ۲          |
| بیلبورد ۲۰۰ ایالات متحده              | ۶          |

| جدول (۲۰۱۸)                              | اوج موقعیت |
| ---------------------------------------- | ---------- |
| آلبوم‌های چک (سی‌ان‌اس آی‌اف‌پی‌آی)            | ۶۷         |
| آلبوم‌های ایرلندی (انجمن صنعت ضبط ایرلند) | ۱۶         |
| آلبوم‌های ایتالیایی (فیمی)                | ۵۰         |

| جدول (۱۹۹۵)              | موقعیت |
| ------------------------ | ------ |
| جدول آلبوم‌های آلمانی     | ۲      |
| بیلبورد ۲۰۰ ایالات متحده | ۱۲     |
| جدول آلبوم‌های بریتانیا   | ۲۴     |

## گواهی‌نامه‌ها
</ref>}}
</ref>}}

| منطقه                                                              | گواهی     | واحد گواهی‌شده/فروش |
| ------------------------------------------------------------------ | --------- | ------------------ |
| آرژانتین (سی‌ای‌پی‌آی‌اف)                                              | پلاتین    | ۶۰٬۰۰۰^            |
| استرالیا (آی‌اف‌پی‌آی استرالیا)                                       | ۵× پلاتین | ۳۵۰٬۰۰۰^           |
| اتریش (فونوگرافی اتریش)                                            | پلاتین    | ۵۰٬۰۰۰*            |
| بلژیک (بی‌ئی‌ای)                                                     | ۲× پلاتین | ۱۰۰٬۰۰۰*           |
| کانادا (میوزیک کانادا)                                             | ۵× پلاتین | ۵۰۰٬۰۰۰^           |
| فنلاند (موسیککیتواوتتایات)                                         | طلا       | ۳۱٬۸۷۶             |
| فرانسه (اس‌ان‌ئی‌پی)                                                  | الماس     | ۱٬۵۴۹٬۰۰۰*         |
| آلمان (بی‌وی‌ام‌آی)                                                   | پلاتین    | ۵۰۰٬۰۰۰^           |
| اندونزی                                                            | —         | ۱۷۰٬۰۰۰            |
| مالزی                                                              | —         | ۱۵۰٬۰۰۰            |
| مکزیک                                                              | —         | ۲۰۰٬۰۰۰            |
| هلند (ان‌وی‌پی‌آی)                                                    | پلاتین    | ۸۰٬۰۰۰^            |
| نیوزیلند (آرآی‌ای‌ان‌زد)                                              | پلاتین    | ۱۵٬۰۰۰^            |
| لهستان (زدپی‌ای‌وی)                                                  | پلاتین    | ۱۳۰٬۰۰۰*           |
| اسپانیا (سازنده‌های موسیقی)                                         | ۳× پلاتین | ۳۰۰٬۰۰۰^           |
| سوئد (گی‌ال‌اف)                                                      | پلاتین    | ۸۰٬۰۰۰^            |
| سوئیس (آی‌اف‌پی‌آی سوئیس)                                             | پلاتین    | ۵۰٬۰۰۰^            |
| بریتانیا (بی‌پی‌آی)                                                  | ۳× پلاتین | ۹۰۰٬۰۰۰^           |
| ایالات متحده (آرآی‌ای‌ای)                                            | ۷× پلاتین | ۷٬۰۰۰٬۰۰۰^         |
| خلاصه‌ها                                                            |           |                    |
| اروپا (آی‌اف‌پی‌آی)                                                   | ۵× پلاتین | ۵٬۰۰۰٬۰۰۰*         |
| جهانی                                                              | —         | ۱۷٬۰۰۰٬۰۰۰         |
| * رقم فروش تنها بر پایهٔ گواهی‌ها. ^ رقم توزیع تنها بر پایهٔ گواهی‌ها. |           |                    |